# Église Sainte-Marie-sur-le-Sable
L'église Sainte-Marie-sur-le-Sable (en polonais: Kościół NMP na piasku; en allemand : Sandkirche) est une église catholique de Wrocław en Silésie située sur une petite île de l'Oder, au cœur de la ville. Fondée au XIIe siècle, elle est une des églises gothiques les plus anciennes du pays.

## Histoire
C'est à la fin du XIIe siècle que les descendants du comte palatin et grand noble polonais Piotr Włostowic permettent la construction d'une église romane sur cette petite île, d'où son vocable sur-le-Sable. Cette famille puissante s'implique dans l'évangélisation de la Silésie. 
Elle est consacrée à la Vierge Marie, patronne de l'épouse du gouverneur (statthalter), Maria Włast. On remarque au-dessus du portail d'entrée le tympan qui présente une statue de la Vierge à l'Enfant avec à côté la petite statue de la fondatrice agenouillée, Maria Włast, portant son fils dans les bras.

### Église gothique

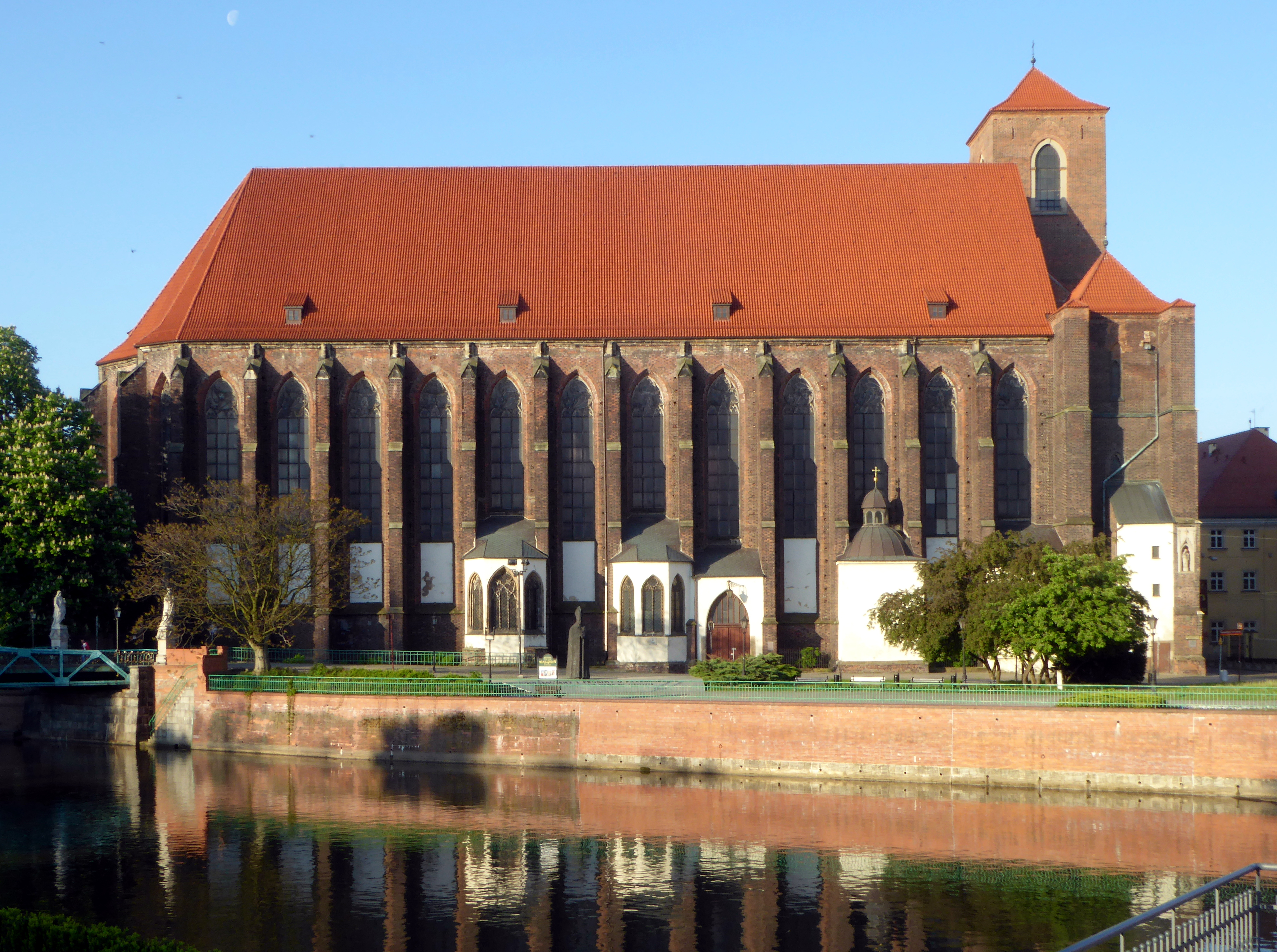
Vue de côté de l'église

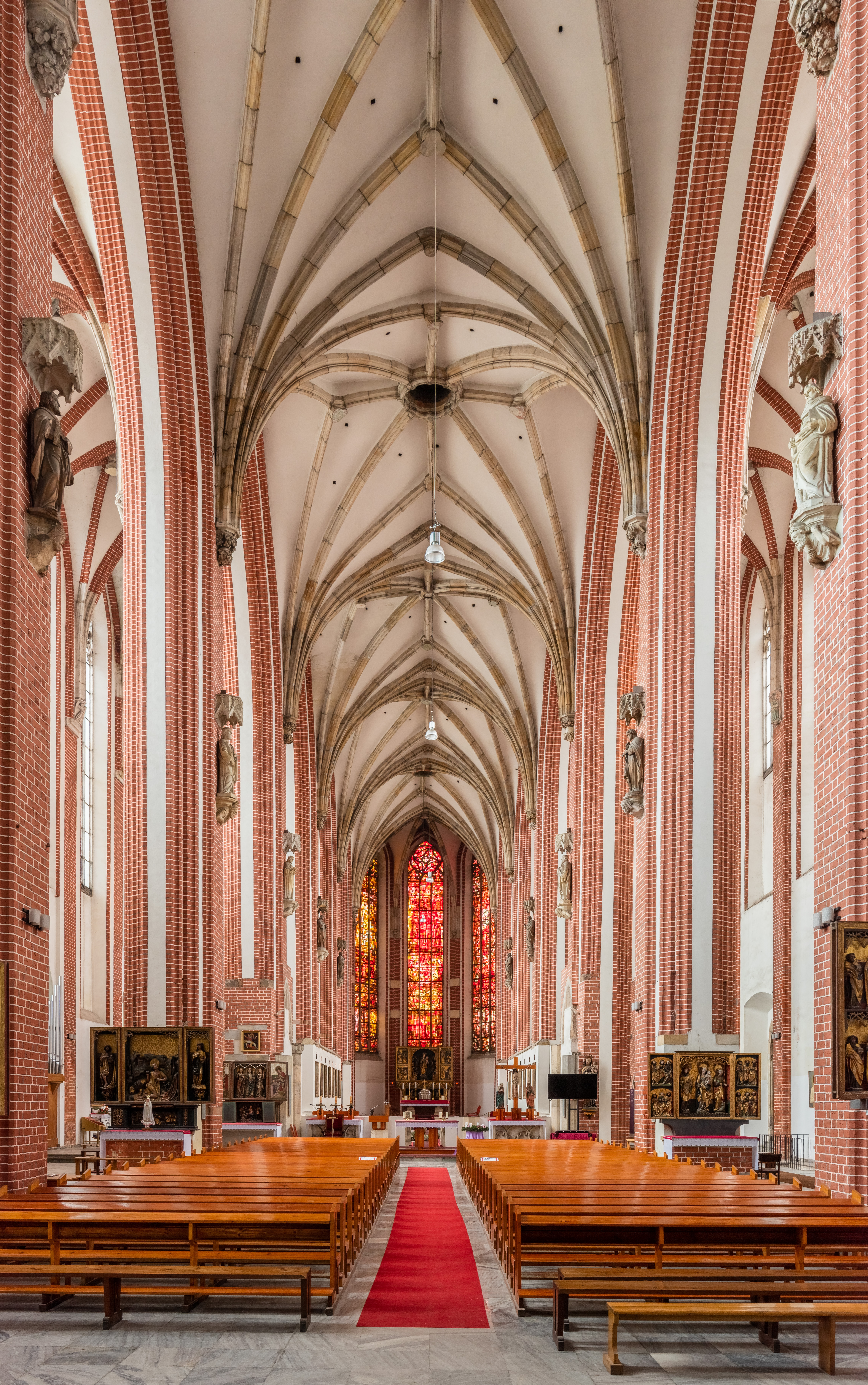
L'intérieur de l'église. Décembre 2017.

L'église romane est démolie au XIVe siècle pour laisser la place à une église gothique plus importante, construite en briques entre 1334 et 1430 d'après les plans de l'architecte maître Peschel. Elle devait avoir deux tours, mais la tour nord ne fut jamais terminée. 
La nef éclairée par d'immenses fenêtres mesure 78 mètres de longueur. Les voûtes gothiques s'élèvent à 24 mètres de hauteur. Des travaux supplémentaires ont lieu aux siècles suivants, entre autres la construction de la chapelle de la Sainte-Croix par Antonio Coldin en 1666. C'est la construction baroque la plus ancienne de la ville. 
L'église est saccagée par les troupes suédoises en 1632 pendant la Guerre de Trente Ans. Un siècle plus tard, la foudre s'abat sur la tour sud détruisant sa toiture, alors que quelques jours auparavant l'on venait de bénir la nouvelle cloche de 4,7 tonnes. Pendant la Guerre de Sept Ans, les Prussiens se servent de l'église comme dépôt de munitions.

### Seconde Guerre mondiale
Hitler fait de Breslau une ville fortifiée en 1944. C'est la fameuse citadelle de Breslau. Lorsque les troupes soviétiques s'avancent à l'ouest en 1945, la Sandkirche et les bâtiments servent de quartier général à l'armée allemande qui est consciente de mener un combat sans issue. Le général Hermann von Niehoff commande la 371e division d'infanterie. Pendant les combats, la plupart des monuments historiques de Breslau sont détruits ou gravement endommagés. La Sandkirche brûle également. L'intérieur baroque disparaît totalement, les tableaux de Michael Willmann, la chaire baroque de Franz Joseph Mangoldt, l'orgue sont détruits par les flammes.

### Reconstruction
La population allemande est expulsée après la guerre et remplacée par des Polonais réfugiés de l'est. Elle prend le nom officiel de Wroclaw et elle est attribuée à la Pologne. Un programme de restauration de l'église, dont seuls les murs tenaient encore debout, commence en 1946. Les voûtes sont reconstruites. Une Vierge du XVIe siècle est offerte à l'église par les catholiques de Mariampol en Bessarabie devenue ukrainienne. L'intérieur de l'église est composé d'éléments rescapés d'autres églises détruites de la ville et du musée diocésain. Seuls le tympan et le baptistère sont d'origine. L'artiste varsovienne Teresa Reklawska compose en 1968 les nouveaux vitraux modernes qui représentent des scènes du Nouveau Testament.
L'église est desservie aujourd'hui par les chanoines réguliers du Latran.

## Source
- (de) Cet article est partiellement ou en totalité issu de l’article de Wikipédia en allemand intitulé « St. Maria auf dem Sande » (voir la liste des auteurs).